# Almayrac
Almayrac é uma comuna francesa na região administrativa de Occitânia, no departamento de Tarn. Estende-se por uma área de 10,97 km². Em 2010 a comuna tinha 293 habitantes (densidade: 26,7 hab./km²).